# Jane Maguenat
Jane Maguenat (née Gustavine Magnenat) est une actrice française, née à Nice (Alpes-Maritimes), le 11 janvier 1900 et morte à Paris le 20 janvier 1989.

## Filmographie
- 1920 : Être aimé pour soi-même de Robert Péguy : Renée, une midinette
- 1920 : Kikou de René Monti
- 1921 : Crépuscule d'épouvante de Henri Etievant
- 1924 : La Cité foudroyée de Luitz Morat
- 1933 : Un coup de mistral de Gaston Roudès : Noro
- 1943 : Le Mistral de Jacques Houssin
- 1943 : L'Escalier sans fin de Georges Lacombe : Mme Le Verrier
- 1946 : La Rose de la mer de Jacques de Baroncelli : Mme Néel
- 1946 : Martin Roumagnac de Georges Lacombe : La femme de charge
- 1949 : Prélude à la gloire de Georges Lacombe : La mère de Josette

## Théâtre
- 1922 : La Flamme de Charles Méré, mise en scène Henry Hertz et Jean Coquelin, Théâtre de l'Ambigu-Comique
- 1929 : Le Train fantôme de Arnold Ridley, mise en scène Madeleine Geoffroy,   Théâtre de la Madeleine